# Phelsuma flavigularis
Phelsuma flavigularis Mertens, 1964 è un piccolo sauro della famiglia Gekkonidae, endemico del Madagascar.
L'epiteto specifico flavigularis  deriva dal latino flavus = giallo e gula = gola.

## Descrizione
Questo geco può raggiungere lunghezze di 17 cm. Si caratterizza, tra i Phelsuma, per il vivace colore giallo della gola.

## Biologia
Phelsuma flavigularis ha abitudini arboricole ed è generalmente osservabile su palme ad alto fusto o su alberi di Ravenala.
È una specie ovipara.

## Distribuzione e habitat
La specie è presente, con popolazioni frammentate, in una ristretta area del Madagascar orientale, nella regione di Andasibe.

## Conservazione
Per la ristrettezza del suo areale, la IUCN Red List classifica P. flavigularis come specie in pericolo di estinzione (Endangered).
La specie è inserita nella Appendice II della Convention on International Trade of Endangered Species (CITES).